# Liptovský Peter
Liptovský Peter (in ungherese Szentpéter) è un comune della Slovacchia facente parte del distretto di Liptovský Mikuláš, nella regione di Žilina.